# Rosanna Schiaffino
Rosanna Schiaffino (Gènova, 25 de novembre de 1939 - 7 d'octubre de 2009) va ser una actriu de cinema italiana. Va treballar en produccions del seu país i també en altres alemanyes, franceses, britàniques i estatunidenques.

## Biografia

### Primers anys
Va néixer en el si d'una família adinerada. Va iniciar la seva carrera des de molt jove i la seva mare va ser un constant estímul perquè es convertís en una dona famosa i fonamentalment en actriu cinematogràfica, motiu pel qual la va apuntar en una acadèmia privada per a estudiants d'art dramàtic. Des de ben jove va participar en diferents certàmens de bellesa, i va obtenir el títol de Miss Ligúria amb tan sols 14 anys. Això últim va possibilitar que es consolidés la seva popularitat i comencés a treballar de model, apareixent a la revista Life.

### Carrera com a actriu cinematogràfica
Amb el film "La sfida", dirigit per Francesco Rosi, va iniciar una carrera prometedora, dins del cinema d'estil post-neorealista molt de moda en els anys 50. En el film Rosanna representava a una noia napolitana inspirada en la vida real de Puppeta Maresca, una dona que va participar activament en el món de la màfia italiana. Aquesta pel·lícula va ser molt ben rebuda en el Festival de Cinema de Venècia de 1958. Arran de la seva notable interpretació, el productor Franco Cristaldi la va contractar per a realitzar al costat de Marcello Mastroianni "Un ettaro di cielo" l'any 1959. Schiaffino va ser catalogada com la Hedy Lamarr italiana. Encara que també l'havien presentat com la nova deessa italiana del sexe, després de Gina Lollobrigida i Sophia Loren, a principis dels anys 60 aquest protagonisme passava a les mans de l'actriu Claudia Cardinale. El 1966 es casa amb el productor Alfredo Bini amb qui va tenir una filla.

### Retirada i darrers anys
Va realitzar una gran quantitat de pel·lícules, però no van aconseguir la rellevància que ella i els seus productors esperaven i el 1976, es va retirar definitivament de la cinematografia. També aquest any es va divorciar d'Alfredo Bini.
Posteriorment Rosanna va començar una nova vida dins d'un selecte món social. Durant l'estiu de 1980, a Portofino, va conèixer al playboy Jorge Enrique Falck, hereu d'una poderosa indústria d'acers, que acabava de divorciar-se. La parella va iniciar una relació i la seva vida va passar a ser d'interès per a la premsa sensacionalista de l'espectacle. El 1981 va donar a llum al seu fill Guido i el 1982 va concretar el seu matrimoni amb Falck. El matrimoni va anar decaient gradualment i finalment va protagonitzar un controvertit divorci a causa de recriminacions desagradables sobre la custòdia del fill de tots dos i per la separació de béns, fins que finalment es va arribar a un acord, poc abans de la defunció de Falck durant l'any 2004.

### Defunció
Rosanna Schiaffino va morir de càncer de mama, després d'un llarg patiment producte de la complicada malaltia que l'afligia, el 17 d'octubre de 2009 a l'edat de 69 anys.

## Filmografia
- Totò lascia o raddoppia?, de Camillo Mastrocinque (1956)
- Orlando e i paladini di Francia, de Pietro Francisci (1956)
- La sfida, de Francesco Rosi (1958)
- Un ettaro di cielo, de Aglauco Casadio (1959)
- Il vendicatore, de William Dieterle (1959)
- La notte brava, de Mauro Bolognini (1959)
- Ferdinando I° re di Napoli, de Gianni Franciolini (1959)
- Le bal des espions de Michel Clément i Umberto Scarpelli (1960)
- Teseo contro il minotauro, de Silvio Amadio (1960)
- L'onorata società, de Riccardo Pazzaglia (1961)
- La Fayette de Jean Dréville (1961)
- Le miracle des loups d'André Hunebelle (1961)
- Il ratto delle Sabine, de Richard Pottier (1961)
- I briganti italiani, de Mario Camerini (1961)
- Le crime ne paie pas de Gérard Oury (1962)
- Dues setmanes en una altra ciutat de Vincente Minnelli (1962)
- Axel Munthe - Der Arzt von San Michele de Giorgio Capitani i Rudolf Jugert (1962)
- La corruzione, de Mauro Bolognini (1963)
- Ro.Go.Pa.G., episodi Illibatezza, de Roberto Rossellini (1963)
- The Victors de Carl Foreman (1963)
- The Long Ships de Jack Cardiff (1964)
- Sette contro la morte, d'Edgar G. Ulmer (1964)
- A 009 missione Hong Kong, de Ernst Hofbauer (1965)
- La mandragola, de Alberto Lattuada (1965)
- La strega in amore, de Damiano Damiani (1966)
- El Greco, de Luciano Salce (1966)
- Drop Dead Darling de Ken Hughes (1966)
- L'aventurer, de Terence Young (1967)
- Encrucijada para una monja de Julio Buchs (1967)
- Scacco alla regina, de Pasquale Festa Campanile (1969)
- Simon Bolivar d'Alessandro Blasetti (1969)
- La Betìa ovvero in amore, per ogni gaudenza, ci vuole sofferenza, de Gianfranco De Bosio (1971)
- 7 fois... par jour, de Denis Héroux (1971)
- Trastevere, de Fausto Tozzi (1971)
- Ettore lo fusto, de Enzo G. Castellari (1972)
- Il magnate, de Giovanni Grimaldi (1973)
- Un hombre llamado Noon de Peter Collinson (1973)
- Gli eroi, de Duccio Tessari (1973)
- Il testimone deve tacere, de Giuseppe Rosati (1974)
- L'assassino ha riservato nove poltrone, de Giuseppe Bennati (1974)
- Commissariato di notturna, de Guido Leoni (1974)
- Cagliostro, de Daniele Pettinari (1975)
- La trastienda, de Jordi Grau i Solà (1975)
- La ragazza dalla pelle di corallo, d'Osvaldo Civirani (1976)
- Don Giovanni in Sicilia, de Guglielmo Morandi (1977) - minisèrie de televisió

## Premis
- Targa d'oro al David di Donatello 1966